# 近江鍛工

近江鍛工 (おうみたんこう) は滋賀県大津市にある会社。

## 沿革
- 1951年4月3日 創業
- 1956年10月21日 設立

## 会社概要
滋賀県大津市で創業し、当初は小規模な鉄工所として溶接・焼き入れなどの注文を請け負っていた。株式会社として発足後は鉄・非鉄の金属全般の鍛造を主力とし、船舶・航空・陸機等の部品加工を受注している。ローリング鍛造と呼ばれる加工技術は世界トップの技術・シェアを占めている。また、大津市と環境保全協定を締結し、地域環境の維持に取り組んでいる。

## 事業所
- 本社工場 本社に併設
- 信楽工場 〒529-1802 滋賀県甲賀市信楽町黄瀬138
- 長崎工場 〒859-4755 長崎県松浦市御厨町横久保免2-1
- ロサンゼルス営業所 222 South Central Ave. #323, Los Angeles, California 90012, U.S.A.

## 関係会社
- 坂口興産 〒520-2153 滋賀県大津市一里山3-14-6
- 坂口鍛工 〒555-0034 大阪府大阪市西淀川区福町3-3-31
- 信楽鍛造 〒529-1821 滋賀県甲賀市信楽町多羅尾1646